# Танцы со смурфами
«Танцы со смурфами» (англ.  Dances with Smurfs) — 13-й эпизод 13-го сезона (№ 194) сериала «Южный Парк», премьера которого состоялась 11 ноября 2009 года.

## Сюжет
Во время чтения утренних объявлений в школе, на диктора (3-классник по имени Гордон Стольтски) нападает неизвестный мужчина, спутавший Гордона с водителем грузовика, с которым ему изменяла жена. Несмотря на заверения Гордона в том, что он не тот, кого ищет налётчик, неизвестный убивает Гордона, и после этого кончает жизнь самоубийством.
На похоронах Гордона, проходящих в школьном спортзале, мистер Маки объявляет о необходимости найти нового диктора для школьных объявлений. Картман решает воспользоваться такой возможностью с целью поиздеваться над президентом ученического совета — Венди Тестабургер. Он всячески пытается выставить её коммунисткой, старающейся подавить всякую свободу слова. Для поддержания своих позиций Картман распоряжается установить в классах телевизоры и начинает транслировать по ним свои собственные «новости», в которых показывает доску с написанными на ней двумя колонками из слов: «Keywords», «Integrated», «Leftist», «Liberal» и «Socialist», «Modern», «Utopian», «Reformed», «Farce», «School»; получая из первых букв слова «Kill Smurfs» («Убить смурфов»), заявляя что именно это и собирается сделать Венди. Более разумные ученики игнорируют Картмана, но некоторые (под предводительством Баттерса) воспринимают слова Картмана всерьёз и начинают допрашивать Венди по поводу смурфов, и получив ответ, что ей нет до последних никакого дела, приходят в сильное возмущение.
На следующее утро Картман продаёт в школьном коридоре свою книгу, в которой он, используя всяческие выражения, описывает Венди как проститутку. В ответ на отрицание Картмана, Стэн со злостью цитирует одну из строк: «Из раза в раз, Венди Тестабургер доказывает нам, что пойдёт на что угодно, чтобы удовлетворить свою вагину: будь то школьная футбольная команда или уборщики — Венди проводит уйму времени стоя на коленях и лёжа на спине, принимая во все щели подряд». Переворачивая страницу, Картман показывает Стэну продолжение написанного: «Или же нет?», ссылаясь на то, что он задаёт вопросы, на которые Венди не хочет отвечать.
Недовольный таким поведением Эрика, Стэн пытается объяснить Венди, что она должна постоять за себя, на что она заявляет о своём нежелании тратить на разборки с Картманом ни минуты своего времени.
Положение усугубляется, когда Эрик показывает всей школе снятый им фильм о том, как он решил покинуть школу, находящуюся под «деспотичным» правлением Венди, и уйти жить к смурфам. В нём Картман рассказывает о том, как он постигал традиции смурфов, учился собирать смуржевику и влюбился в Смурфетту, но всё это было уничтожено, когда Венди привезла несколько бульдозеров с целью уничтожить деревню смурфов и затем собрать и продать ценную смуржевику.
Под впечатлением от этой истории Баттерс со своей группой отправились к Венди, чтобы отомстить ей, помочившись на дверь её дома. Решив, что пора с этим заканчивать, Венди согласилась прийти к Картману в студию, где во время интервью придумала про свой «план», согласно которому Эрик должен был внедриться в деревню смурфов и вынудить их переехать, чтобы Венди смогла собрать ягоды, которых хватило бы на обеспечение школы электричеством на несколько лет; однако всё пошло не по плану, когда Картман влюбился в Смурфетту. Венди заявляет, что сожалеет о своих действиях, отдаёт Картману свой пост президента ученического совета и, желая раскрыть «правду», выпускает свою собственную книгу, где подробно описывает их с Эриком «план», добавляя, что смогла заработать на продаже Джеймсу Кэмерону прав на экранизацию своей книги. Картман идёт в кинотеатр на фильм «Аватар» и приходит в бешенство, что его идеей с заговором против смурфов воспользовались другие.
Согласно школьным правилам, президент ученического совета не может быть диктором и на следующее утро на это место избирает нового ученика, который во время чтения новостей озвучивает жалобу одного из учеников школы: «Почему наш школьный президент — такой жирный говнюк? Моя парта давно уже сломана, и до сих пор Эрик Картман не сделал ничего, чтобы решить эту проблему. Дайте знать этому ходячему шарику из говна, что мы совсем не счастливы». Ведущий соглашается с жалобой, вынуждая Эрика в слезах выбежать из класса.

## Пародии
- Название серии и её сюжет являются пародией на фильм «Танцы с волками».
- Сцены, когда Картман общается со смурфами, знакомится с их культурой, обычаями, влюбляется в Смурфетку — отсылка к фильму «Танцы с волками» и «Аватар», сюжет которого базируется на этом же фильме. Музыкальное сопровождение этих кадров также взято из фильмов.
- Сцена, в которой Картман берёт интервью у Венди, пародирует фильм «Фрост против Никсона».
- В эпизоде упоминается заговор против смурфов — маленьких человекоподобных существ, нарисованных бельгийским художником Пьером Кюллифором.
- Фильм снятый по книге Венди — «Аватар», сценаристом, режиссёром и продюсером которого является Джеймс Кэмерон.

## Факты
- В этой серии Картман в очередной раз переодевается в женскую одежду (в снятом им фильме он одевается как Венди).
- Когда 4-й класс смотрел новости Картмана, только Кенни не работал: пока все писали, он играл с мячом, строил карточный домик, читал журнал, делал бумажный самолетик.
- Любопытно, что в начале серии, когда в прямом эфире убивали Гордона, помимо Тимми, который, очевидно, не понимал что происходит и не обращал внимания на крики, абсолютно безразличными к происходящему оставались Клайд, продолжавший писать, и Ребекка, игравшая с ручкой.